# إيزابيلا دي إبيلين
إيزابيلا دي إبيلين (بالإنجليزية: Isabelle d'Ibelin)‏ من مواليد عام 1252 وتوفت عام 1282.
هي سيدة بيروت (Dame de Beyrouth).

## حياتها
حكمت بيروت من عام 1264 إلي وفاتها في عام 1282 وهي الابنة الوحيدة للأمير جين دى ايبلين (Jean d'Ibelin) والأميرة أليس دى لاروش (Alice de la Roche) وهي من أحفاد جين دى إيبلين الكبير.
وقد حكمت بيروت بعد وفاة والدها وتزوجت عام 1265 وهي طفلة لم تكمل عامها الثالث عشر من هيو الثاني Hugh II ملك قبرص لكنه توفى بسرعة فعرفت باسم «الأرملة العذراء»، وقد كان هناك الكثير من الشائعات عن علاقة غير شرعية بينها وبين جوليان كونت صيدا Julien de Sidon إلى أن تأكدت الشائعات بأدانة بابا الفاتيكان للأثنين معا.
قي فترة حكمها كانت المنطقة العربية تحت سلطان الظاهر بيبرس وقد وقع مع إيزابيلا معاهدة عام 1269 وصفها فيها بـ «فخامة الملكة الفاضلة المعظمة.. سيدة بيروت».
في عام 1272 تزوجت الفارس الإنجليزي هامو ليسترانج Hamo l'Estrange وقد توفي بعد تلك الزيجة بسنة واحدة وأثناء احتضاره وضع بيروت تحت حماية الظاهر بيبرس لكن ملك قبرص واورشليم هيو الثالث Hugh III حاول أن يستخدم ايزابيلا لكي يجذب بارون قوى آخر للشرق وقد توجه بها لقبرص فاعترض الظاهر بيبرس بقوة وأجبر هيو الثالث على إعادتها لبيروت وقد أرسل لها الظاهر بيبرس حرس خاص من مصر لكي يحميها فعاشت قي بيروت في سلام تحت حكم الظاهر بيبرس وسلاطين مصر إلي وفاتها عام 1282.